# Loin des hommes
Pour plus de détails, voir Fiche technique et Distribution.
Loin des hommes est un film français écrit et réalisé par David Oelhoffen, sorti en 2014, inspiré de L'Hôte, nouvelle de L'Exil et le Royaume d'Albert Camus. Le film est présenté en sélection officielle au festival international du film de Venise en 2014.

## Synopsis
En hiver 1954, au début de la guerre d'Algérie, deux hommes, que tout oppose, sont contraints de fuir à travers les crêtes de l’Atlas saharien d'Algérie. Au cœur des montagnes algériennes, par un hiver glacial, Daru, instituteur reclus, est chargé d'escorter Mohamed, un paysan accusé du meurtre de son cousin jusqu'à la ville de Tirghit afin de le remettre à la police. Poursuivis par des villageois réclamant la loi du sang et par des colons en quête de vengeance, les deux hommes se révoltent. Ensemble, ils vont lutter pour retrouver leur liberté, seuls contre tous.

## Fiche technique
- Titre original : Loin des hommes
- Titre international : Far from Men
- Réalisation : David Oelhoffen
- Scénario : David Oelhoffen, d'après la nouvelle L'Hôte d'Albert Camus
- Photographie : Guillaume Deffontaines
- Montage : Juliette Welfling
- Musique : Nick Cave et Warren Ellis
- Production : Marc du Pontavice, Matthew Gledhill
- Sociétés de production : Kaléo Films, One World Films et Perceval Pictures, en association avec les SOFICA Cinémage 8, Indéfilms 2, SofiTVciné 1
- Sociétés de distribution : Pathé
- Pays d'origine :  France
- Langues originales : français, arabe et espagnol
- Format : couleur - 2,39:1
- Durée : 110 minutes
- Genre : drame
- Dates de sortie : 
  -  Italie : 1er septembre 2014 (Mostra de Venise 2014)
  -  France : 14 janvier 2015

## Distribution
- Viggo Mortensen : Daru
- Reda Kateb : Mohamed
- Djemel Barek : Slimane
- Nicolas Giraud : Lieutenant Le Tallec
- Yann Goven : René
- Ángela Molina : Señorita Martínez
- Vincent Martin : Balducci
- Jean-Jérôme Esposito : Francis
- Hatim Sadiki : Abdelkader
- Antoine Régent : Claude
- Sonia Amori : Raphaëlle, la prostituée
- Antoine Laurent : le soldat français
- Salah Maouassa : Rebelle

## Musique
La musique originale est de Nick Cave et Warren Ellis

## Accueil

### Réception critique
Pour Matthew Sharpe, le fait que « le film d'Oelhoffen ait réussi à rester si fidèle à l'esthétique, à l'ambiance et à l'esprit de l'écriture de Camus est un témoignage remarquable des capacités du réalisateur devenu scénariste, ainsi que de son amour évident pour Camus. ».
La note moyenne  de 25 titres de presse est de 3,5 sur 5.

## Distinctions

### Sélections et prix
- Festival international du film de Toronto 2014 : sélection « Special Presentations »
- Festival international du film de Venise 2014 : en compétition officielle, prix SIGNIS meilleur film Venise 71, prix Arca CinemaGiovani pour le meilleur film, prix Interfilm
- Festival du film de Londres 2014 : sélection « Journey »
- Festival du film de La Réunion : Orchidée d'Or du meilleur film
- Festival du film de Sarlat 2014 : Prix d'interprétation masculine pour Viggo Mortensen
- Festival international de Munich (Filmfest München) 2014 : Prix Fritz Gerlich
- Festival international de Bucarest 2014 : Meilleur film
- Festival International du Film Norvège 2014 : Prix œcuménique

## Analyse

### Différences avec l'œuvre de Camus
Beaucoup d'événements ont été ajoutés dans le film (certains à partir d'autres écrits d'Albert Camus, telles Les Chroniques algériennes), que le personnage du prisonnier y est plus développé, que la relation entre les deux hommes et la fin diffèrent de celle de la nouvelle d'Albert Camus. Dans le film, et non dans L'Hôte, Daru est un commandant de réserve, qui a fait la campagne d'Italie avec un des chefs ALN qu'il retrouve. Il est fils de colons espagnols et va croiser des prostituées espagnoles dans un village minier de l'Atlas saharien.
Il y a aussi beaucoup plus de personnages que dans la nouvelle, qui n'en compte que trois : même les écoliers en sont absents du fait de la neige.
Il y a deux Atlas algériens : le tellien et le saharien ; c’est dans ce dernier que se déroule L’Hôte de Camus. 